# Leopold Fuckel
Karl Wilhelm Gottlieb Leopold Fuckel, född den 3 februari 1821, död den 8 maj 1876, var en tysk botanist. Auktorsnamnet Fuckel kan användas för Leopold Fuckel i samband med ett vetenskapligt namn inom botaniken; se Wikipediaartiklar som länkar till auktorsnamnet.
Fuckel, som ursprungligen var apotekare, inlade förtjänst om svamparnas kännedom och författade bland annat Symbolæ mycologicæ (1869-75).